# Provinsen New York
Provinsen New York (engelska: Province of New York, nederländska: Provincie New York) var en engelsk, från 1707 brittisk, besittning.

## Gränser
Provinsen bestod ursprungligen av delar av det som senare kom att bli de amerikanska delstaterna New York, New Jersey, Delaware och Vermont, samt inlandsdelar av Connecticut, Massachusetts, och Maine, och östra Pennsylvania. Majoriteten av detta område tillföll snart staten, med områden bestående av Hudson- och Mohawkfloden, samt Vermont. Territorierna i västra upstate New York var irokesernas landområden, och var omtvistade mellan de engelska besittningarna och Nya Frankrike.

## Historia
Provinsen bildades 1664, då England övertog Nya Nederländerna från Nederländerna. Omedelbart därefter, döptes provinsen om av Jakob, hertig av York, bror till Karl II av England. Området tillhörde de Mellersta kolonierna, och styrdes ursprungligen direkt från England. New Yorks provinsialkongress utropade den 22 maj 1775 en egen regering, från 1776 kallad "State of New York", och godkände New Yorks konstitution 1777. Fastän britterna befäste New York under amerikanska självständighetskriget och använde staden som militär och politisk bas för sina operationer i Nordamerika, och en brittisk guvernör officiellt fortfarande styrde, höll patrioterna greppet om stora delar av provinsen. Storbritanniens anspråk upphörde 1783 genom Parisavtalet.

## Godsägarsystemet
Under sextonhundratalet var jordägandet i provinsen baserad på godssystemet. Den rättsliga och ekonomiska makten låg i händerna på en godsherre vars intäkter kom dels från den huvudgård som brukades direkt av godsherrens drängar, dels från avgifter från de landbor som brukade godsherrens jord. Under sjuttonhundratalet förändrades det politiska systemet formellt genom att lantdagar eller assemblies fick inflytande över den politiska processen. Rösträtten till dessa utövades efter samma regler som i England. Rösträtt tillkom ägare eller livstidsarrendatorer av en egendom värd £40. Godsägarklassen fortsatte dock att kontrollera lantdagarna och de politiska striderna stod mellan olika godsägarfraktioner. Egendomsrättsligt förbättrades dock landbornas situation och de flesta blev livstidsarrendatorer eller självägare. 

### Fotnoter
1. ↑  Schecter, Barnet. The Battle for New York: The City at the Heart of the American Revolution. Walker & Company. New York. oktober 2002. ISBN 0-8027-1374-2
2. ↑  McCullough, David. 1776. Simon & Schuster. New York. May 24, 2005. ISBN 978-0-7432-2671-4
3. 1 2  Sun Bok Kim, Landlord and Tenant in Colonial New York 1664–1775 (1st ed. 1978)
4. ↑  Eben Moglen, Settling the Law (1993), The Law of Settlement: Land Law and the Manors
5. ↑  The Colonial Laws of New York from the year 1664 to the Revolution 112, 405–408, 452–454 (Albany, N.Y., 1894–1896).